# Villers-lès-Cagnicourt
Pour les articles homonymes, voir Villers.
Villers-lès-Cagnicourt est une commune française située dans le département du Pas-de-Calais en région Hauts-de-France.
La commune fait partie de la communauté de communes Osartis Marquion qui regroupe 49 communes et compte 42 651 habitants en 2021.

## Géographie

### Localisation
Localisée dans le sud-est du département du Pas-de-Calais, Villers-lès-Cagnicourt est une commune située, à vol d'oiseau, à 16 km au nord-ouest de la commune de Cambrai et à 19 km au sud-est de la commune d’Arras (aire d'attraction, chef-lieu d'arrondissement et préfecture du Pas-de-Calais).
Le territoire de la commune est limitrophe de ceux de six communes.
Les communes limitrophes sont Dury, Cagnicourt, Baralle, Buissy, Haucourt et Saudemont.

### Géologie et relief
La superficie de la commune est de 4,4 km2 ; son altitude varie de 47  à   79 mètres.

### Hydrographie
La commune est située dans le bassin Artois-Picardie. Elle n'est drainée par aucun cours d'eau,.

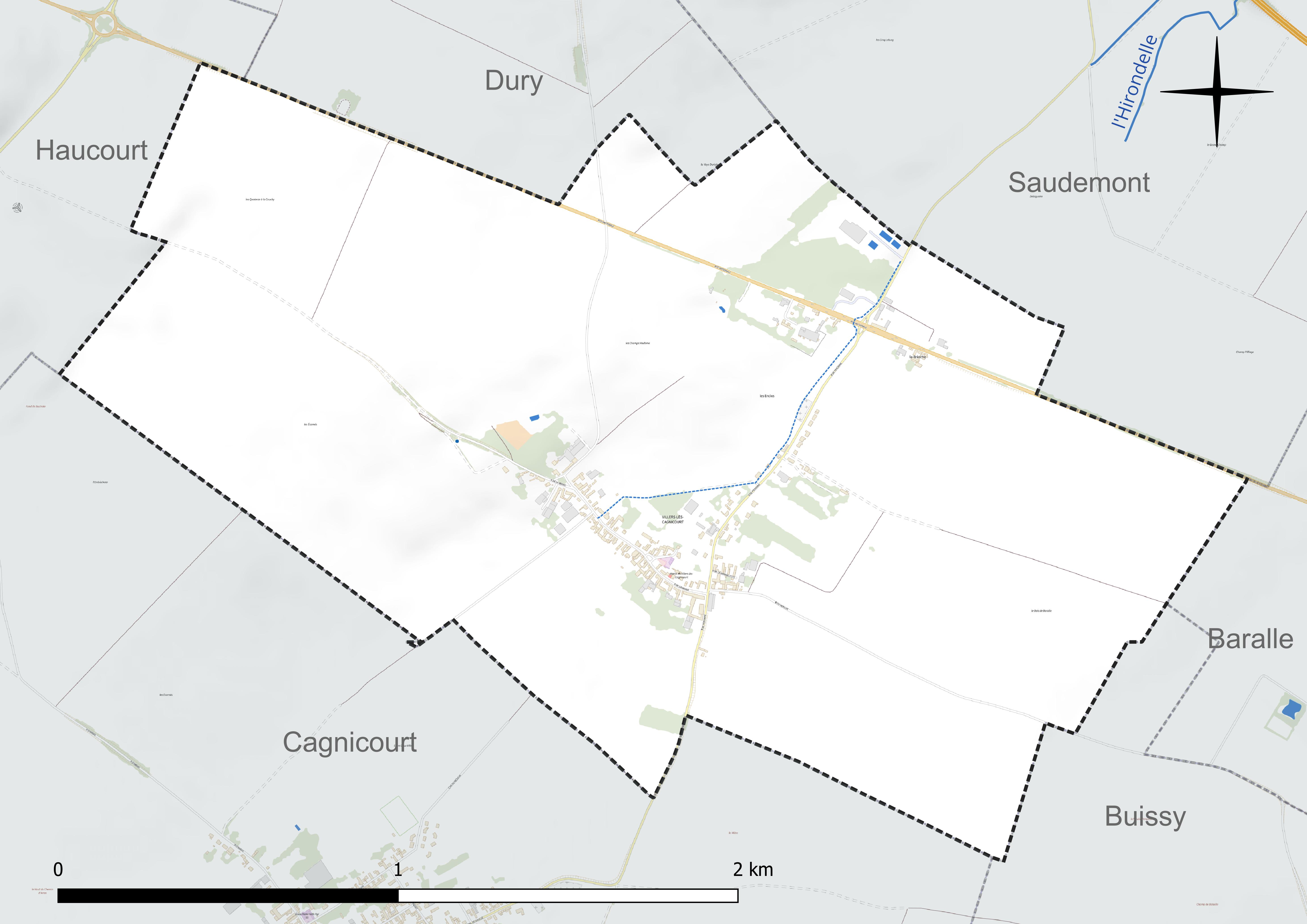
Réseau hydrographique de Villers-lès-Cagnicourt.

### Climat
Pour des articles plus généraux, voir Climat des Hauts-de-France et Climat du Nord-Pas-de-Calais.
En 2010, le climat de la commune est de type climat océanique dégradé des plaines du Centre et du Nord, selon une étude du CNRS s'appuyant sur une série de données couvrant la période 1971-2000. En 2020, Météo-France publie une typologie des climats de la France métropolitaine dans laquelle la commune est exposée à un climat océanique et est dans la région climatique Nord-est du bassin Parisien, caractérisée par un ensoleillement médiocre, une pluviométrie moyenne régulièrement répartie au cours de l'année et un hiver froid (3 °C).
Pour la période 1971-2000, la température annuelle moyenne est de 10,3 °C, avec une amplitude thermique annuelle de 14,7 °C. Le cumul annuel moyen de précipitations est de 697 mm, avec 12,4 jours de précipitations en janvier et 9 jours en juillet. Pour la période 1991-2020, la température moyenne annuelle observée sur la station météorologique la plus proche, située sur la commune de Wancourt à 10 km à vol d'oiseau, est de 10,8 °C et le cumul annuel moyen de précipitations est de 711,4 mm,. Pour l'avenir, les paramètres climatiques de la commune estimés pour 2050 selon différents scénarios d'émission de gaz à effet de serre sont consultables sur un site dédié publié par Météo-France en novembre 2022.

### Paysages
La commune est située dans le paysage régional des grands plateaux artésiens et cambrésiens tel que défini dans l'atlas des paysages de la région Nord-Pas-de-Calais, conçu par la direction régionale de l'Environnement, de l'Aménagement et du Logement (DREAL),. 
Ce paysage régional, qui concerne 238 communes, est dominé par les « grandes cultures » de céréales et de betteraves industrielles qui représentent 70 % de la surface agricole utilisée (SAU).

## Urbanisme

### Typologie
Au 1er janvier 2024, Villers-lès-Cagnicourt est catégorisée commune rurale à habitat dispersé, selon la nouvelle grille communale de densité à sept niveaux définie par l'Insee en 2022.
Elle est située hors unité urbaine. Par ailleurs la commune fait partie de l'aire d'attraction d'Arras, dont elle est une commune de la couronne,. Cette aire, qui regroupe 163 communes, est catégorisée dans les aires de 50 000 à moins de 200 000 habitants,.

### Occupation des sols
L'occupation des sols de la commune, telle qu'elle ressort de la base de données européenne d'occupation biophysique des sols Corine Land Cover (CLC), est marquée par l'importance des territoires agricoles (100 % en 2018), une proportion identique à celle de 1990 (100 %). La répartition détaillée en 2018 est la suivante : 
terres arables (86,5 %), zones agricoles hétérogènes (13,5 %). L'évolution de l'occupation des sols de la commune et de ses infrastructures peut être observée sur les différentes représentations cartographiques du territoire : la carte de Cassini (XVIIIe siècle), la carte d'état-major (1820-1866) et les cartes ou photos aériennes de l'IGN pour la période actuelle (1950 à aujourd'hui).

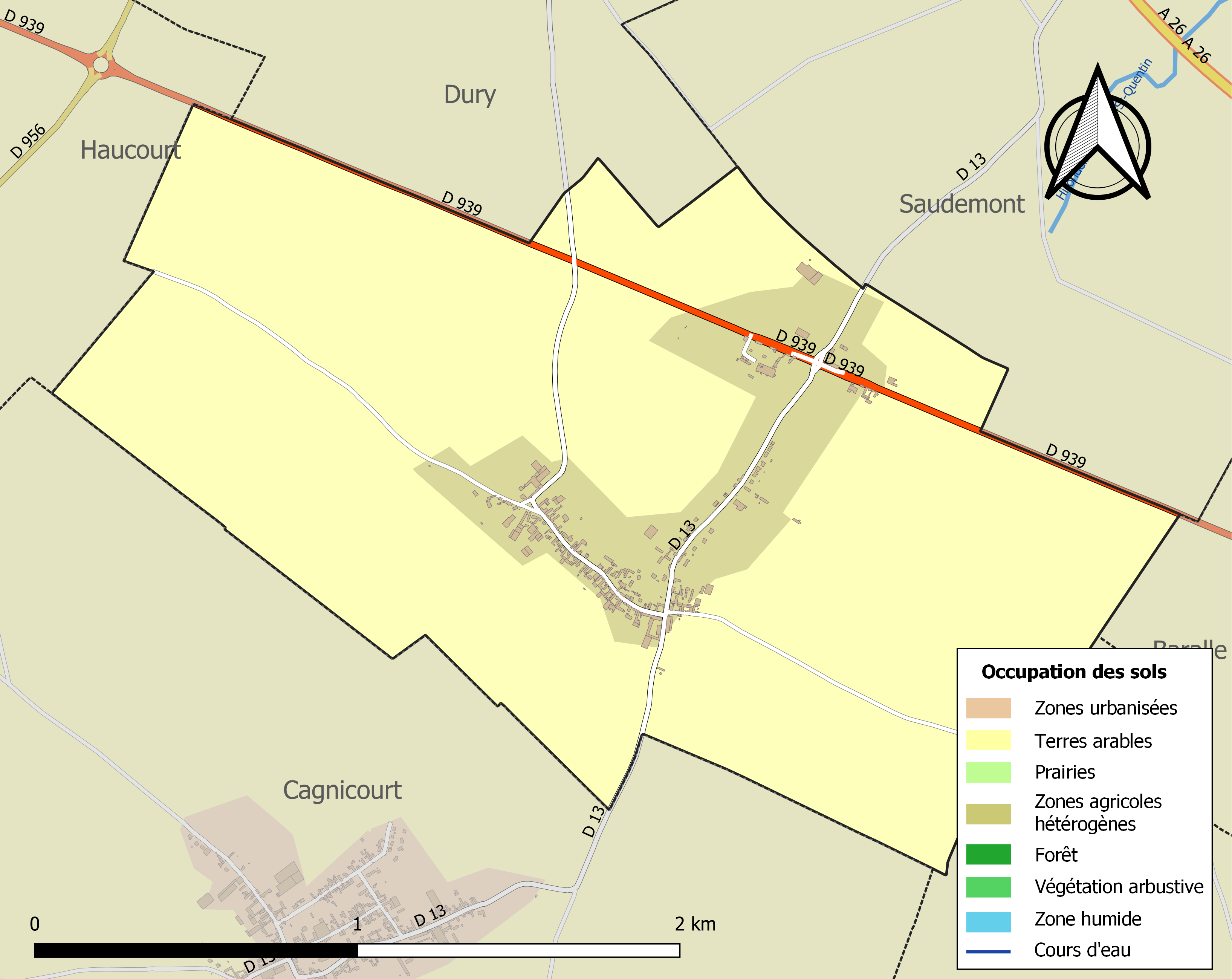
Carte des infrastructures et de l'occupation des sols de la commune en 2018 (CLC).

## Toponymie
Le nom de la localité est attesté sous les formes Vilers en 1120, Vilers juxta Rincurt en 1154-1159, Vileirs en 1197,Villiers en 1246, Vilers en 1297, Villers-lez-Caignicourt en 1469, Villers-Cagnicourt en 1720.
Villers est un appellatif toponymique français qui procède généralement du gallo-roman villare, dérivé lui-même du gallo-roman villa « grand domaine rural », issu du latin villa rustica. Il est apparenté aux types toponymiques Villars, Viller, Villiers, Weiler et Willer.
La préposition « lès » permet de signifier la proximité d'un lieu géographique par rapport à un autre lieu. En règle générale, il s'agit d'une localité qui tient à se situer par rapport à une ville voisine plus grande. La commune de Villers indique qu'elle se situe près de Cagnicourt.

## Histoire
Après la Première Guerre mondiale, la commune est décorée de la croix de guerre 1914-1918 par décret du 23 septembre 1920, distinction également attribuée à 276 autres communes du Pas-de-Calais.

## Politique et administration

### Découpage territorial
La commune se trouve dans l'arrondissement d'Arras du département du Pas-de-Calais.

#### Commune et intercommunalités
La commune est membre de la [[communauté de communes Osartis Marquion<<<]].

#### Circonscriptions administratives
La commune est rattachée au canton de Brebières.

#### Circonscriptions électorales
Pour l'élection des députés, la commune fait partie de la première circonscription du Pas-de-Calais.

### Élections municipales et communautaires

#### Liste des maires
| Période                                  | Période                     | Identité         | Étiquette | Qualité                                                 |
| ---------------------------------------- | --------------------------- | ---------------- | --------- | ------------------------------------------------------- |
| Les données manquantes sont à compléter. |                             |                  |           |                                                         |
| avant 1988                               | ?                           | André Turpin     |           |                                                         |
| mars 2001                                | 2004                        | Christian Wallet |           |                                                         |
| 2004                                     | 2014                        | Michel Legros    |           |                                                         |
| 2014                                     | En cours (au 12 avril 2022) | Yves Legros      |           | Fonctionnaire retraité, Réélu pour le mandat 2020-2026, |

### Instances de démocratie participative
La commune s'est dotée en 2014 d'un conseil municipal des jeunes,.

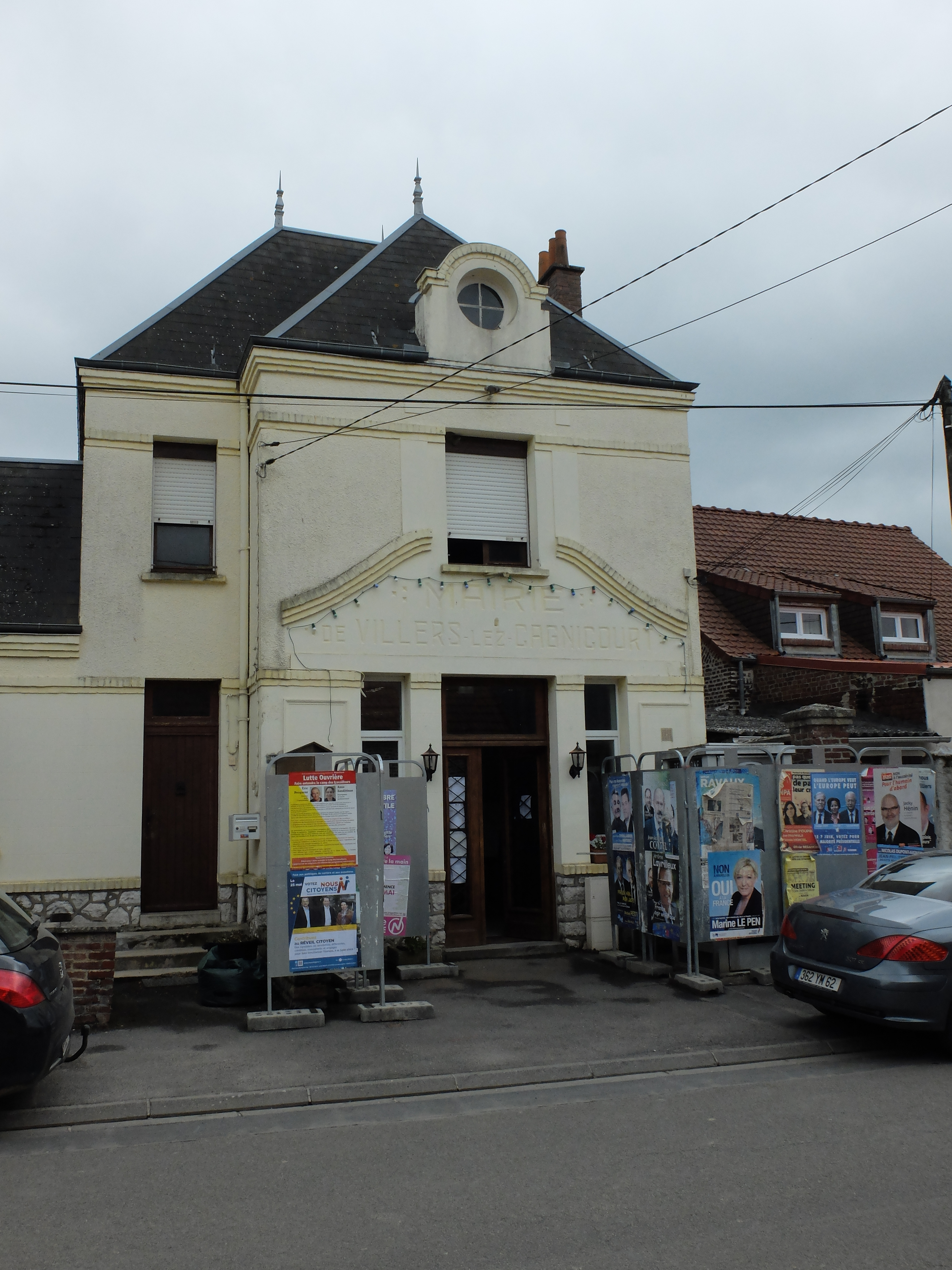
La mairie.

## Population et société

### Démographie

#### Évolution démographique
L'évolution du nombre d'habitants est connue à travers les recensements de la population effectués dans la commune depuis 1793. Pour les communes de moins de 10 000 habitants, une enquête de recensement portant sur toute la population est réalisée tous les cinq ans, les populations de référence des années intermédiaires étant quant à elles estimées par interpolation ou extrapolation. Pour la commune, le premier recensement exhaustif entrant dans le cadre du nouveau dispositif a été réalisé en 2004.

En 2022, la commune comptait 254 habitants, en évolution de −4,87 % par rapport à 2016 (Pas-de-Calais : −0,72 %, France hors Mayotte : +2,11 %).
| 1793 | 1800 | 1806 | 1821 | 1831 | 1836 | 1841 | 1846 | 1851 |
| ---- | ---- | ---- | ---- | ---- | ---- | ---- | ---- | ---- |
| 313  | 334  | 338  | 359  | 393  | 397  | 453  | 441  | 394  |

| 1856 | 1861 | 1866 | 1872 | 1876 | 1881 | 1886 | 1891 | 1896 |
| ---- | ---- | ---- | ---- | ---- | ---- | ---- | ---- | ---- |
| 369  | 365  | 377  | 387  | 371  | 364  | 327  | 340  | 324  |

| 1901 | 1906 | 1911 | 1921 | 1926 | 1931 | 1936 | 1946 | 1954 |
| ---- | ---- | ---- | ---- | ---- | ---- | ---- | ---- | ---- |
| 320  | 349  | 320  | 295  | 274  | 250  | 241  | 251  | 247  |

| 1962 | 1968 | 1975 | 1982 | 1990 | 1999 | 2004 | 2006 | 2009 |
| ---- | ---- | ---- | ---- | ---- | ---- | ---- | ---- | ---- |
| 245  | 224  | 225  | 207  | 201  | 212  | 222  | 220  | 250  |

| 2014 | 2019 | 2022 | - | - | - | - | - | - |
| ---- | ---- | ---- | - | - | - | - | - | - |
| 258  | 257  | 254  | - | - | - | - | - | - |

#### Pyramide des âges
En 2018, le taux de personnes d'un âge inférieur à 30 ans s'élève à 31,9 %, soit en dessous de la moyenne départementale (36,7 %). De même, le taux de personnes d'âge supérieur à 60 ans est de 22,6 % la même année, alors qu'il est de 24,9 % au niveau départemental.
En 2018, la commune comptait 137 hommes pour 123 femmes, soit un taux de 52,69 % d'hommes, largement supérieur au taux départemental (48,50 %).
Les pyramides des âges de la commune et du département s'établissent comme suit.
| Hommes | Classe d’âge | Femmes |
| ------ | ------------ | ------ |
| 0,0    | 90 ou +      | 0,0    |
| 8,1    | 75-89 ans    | 13,1   |
| 11,1   | 60-74 ans    | 13,1   |
| 25,9   | 45-59 ans    | 22,1   |
| 17,8   | 30-44 ans    | 25,4   |
| 13,3   | 15-29 ans    | 9,8    |
| 23,7   | 0-14 ans     | 16,4   |

| Hommes | Classe d’âge | Femmes |
| ------ | ------------ | ------ |
| 0,5    | 90 ou +      | 1,6    |
| 5,6    | 75-89 ans    | 8,9    |
| 16,7   | 60-74 ans    | 18,1   |
| 20,2   | 45-59 ans    | 19,2   |
| 18,9   | 30-44 ans    | 18,1   |
| 18,2   | 15-29 ans    | 16,2   |
| 19,9   | 0-14 ans     | 17,9   |

## Culture locale et patrimoine

### Lieux et monuments

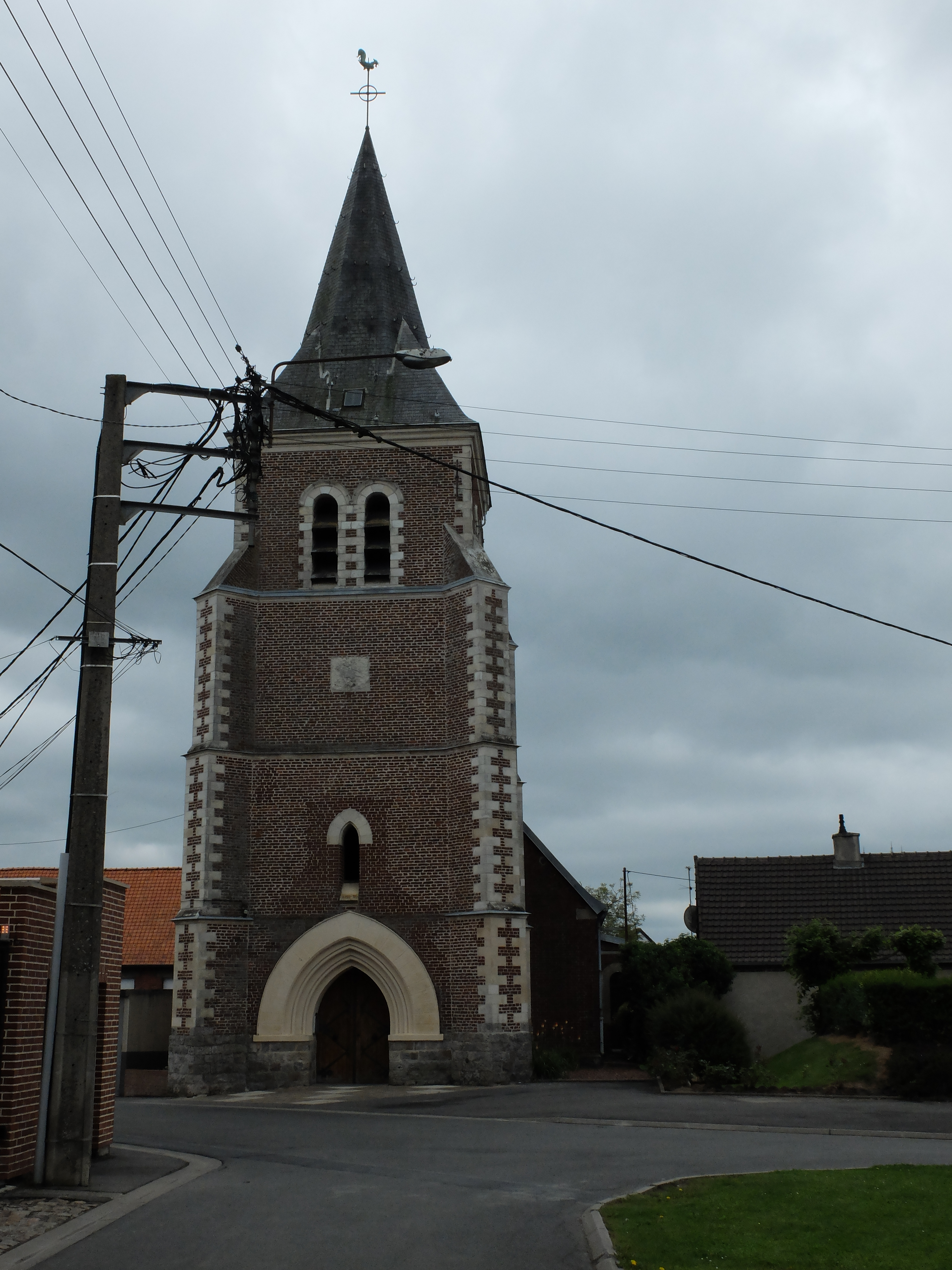
L'église.
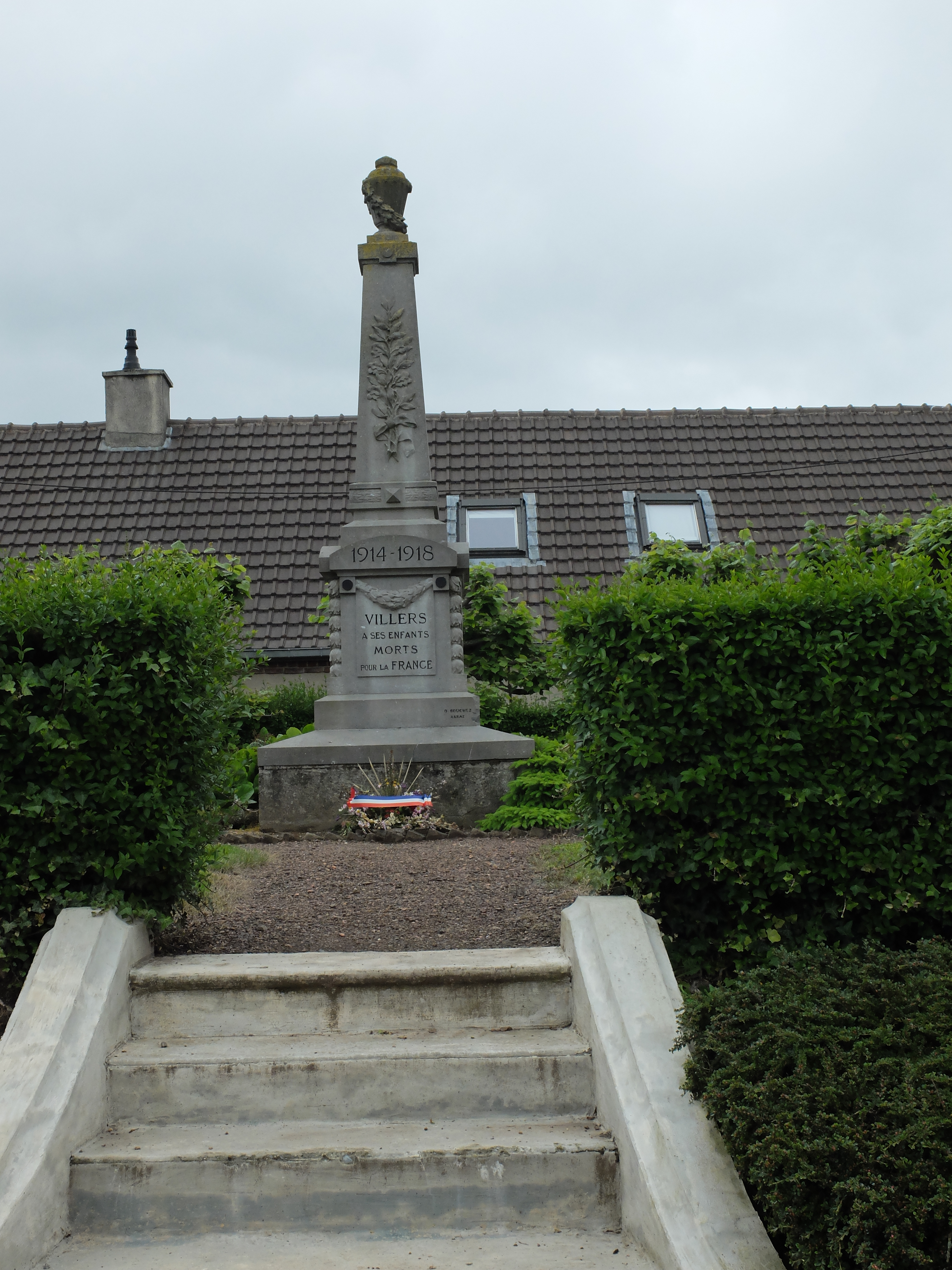
Le monument aux morts.

- L'église.
- Le monument aux morts.

### Héraldique
| Armes de Villers-lès-Cagnicourt | Les armes de Villers-lès-Cagnicourt se blasonnent ainsi : d'azur au chevron d'argent accompagné de trois quintefeuilles d'or, au chef du même chargé de trois merlettes de sable. |

## Pour approfondir